# Словник літературознавчих термінів
«Словни́к літературозна́вчих те́рмінів» — довідкове видання, яке містить основні літературознавчі поняття (понад 1000 термінів).
Перший в Україні словник літературознавчих термінів, який кілька десятиліть був популярним, витримавши в цілому три видання (1961, 1965, 1971). Нову версію словника згодом було запропоновано 1997 року у «Літературознавчому словнику-довіднику».
Автори-упорядники: Василь Лесин та Олександр Пулинець .

## Бібліографічний опис
- Короткий словник літературознавчих термінів / В. М. Лесин, О. С. Пулинець. — К. : Радянська школа, 1961. — 370 с.
- Словник літературознавчих термінів / В. М. Лесин, О. С. Пулинець. — 2-ге вид. перероб. і доп. — К. : Радянська школа, 1965. — 431 с
- Словник літературознавчих термінів / В. М. Лесин, О. С. Пулинець. — 3-тє вид. перероб. і доп. — К. : Радянська школа. 1971. — 485 с. Тираж: 44 000 пр.